# Piperazina
Piperazina é o composto heterocíclico hexagonal saturado, com dois nitrogênios nas posições 1 e 4. Vários derivados da piperazina são importantes em farmacologia.